# Irfan Kolothum Thodi
Irfan Kolothum Thodi (* 8. Februar 1990 in Malappuram, Kerala) ist ein indischer Geher.

## Leben
Irfan Kolothum Thodi stammt aus dem südwestlich gelegenen indischen Bundesstaat Kerala und wuchs in armen Verhältnissen in einer siebenköpfigen Familie auf. Um der Armut zu entfliehen, trat er der Armee bei und wurde schließlich ein Sepoy.

## Sportliche Laufbahn
Irfan Kolothum Thodi sammelte 2011 erste Wettkampferfahrung im Gehen gegen die nationale Konkurrenz. 2012 siegte er im April beim Patiala Federation Cup in der Heimat. Im Mai belegte er in einer Zeit von 1:22:09 h den 13. Platz beim IAAF World Race Walking Cup im russischen Saransk und qualifizierte sich damit auch für die Olympischen Sommerspiele in London. Für den Athleten, der damals beim Madras Regimental Centre im Distrikt Nilgiris trainierte, bedeutete der Erfolg die erst dritte Teilnahme eines Gehers aus Indien bei Olympischen Spielen auf der 20-km-Distanz. In dem Wettkampf stellte er schließlich seine persönliche Bestleistung von 1:20:21 h auf und belegte damit den zehnten Platz. Ein Jahr darauf war er für die Weltmeisterschaften in Moskau qualifiziert, wurde allerdings im Laufe des Wettkampfes disqualifiziert. 2014 trat er in Südkorea bei den Asienspielen an und belegte mit einer Zeit von 1:23:18 h den fünften Platz. Anschließend musste er aufgrund eines Ermüdungsbruches die gesamte Saison 2015 aussetzten und verpasste es in der Folge auch, sich für die Olympischen Sommerspiele 2016 in Rio de Janeiro zu qualifizieren. Im Februar 2017 wurde er erstmals Indischer Meister. Ein weiterer nationaler Meistertitel folgte 2019. Ebenfalls 2017 nahm er in London zum zweiten Mal an den Weltmeisterschaften teil und erreichte dort als 23. das Ziel.
2018 trat Thodi im April bei den Commonwealth Games in Australien an und belegte dort den 13. Platz. Ende August wurde er in Jakarta bei seiner zweiten Teilnahme an den Asienspielen disqualifiziert. 2019 sicherte er sich durch seinen vierten Platz bei den Asiatischen Meisterschaften im Gehen mit einer Zeit von 1:20:57 h vorzeitig die Teilnahme an den Olympischen Sommerspielen in Tokio. Zudem erfüllte er damit auch die Voraussetzungen für seine dritte Teilnahme an den Weltmeisterschaften, bei denen er Anfang Oktober in Doha an den Start gehen. Den Wettkampf unter extremen Hitzebedingungen beendete er auf dem 27. Platz. Ende Oktober verpasste er bei den Militärweltspielen in Wuhan als Vierter nur knapp die Medaillenränge. Anfang August 2021 trat er schließlich, zum zweiten Mal nach 2012, bei den Olympischen Spielen an und erreichte als Vorletzter das Ziel.

## Wichtige Wettbewerbe
| Jahr               | Veranstaltung           | Ort                | Platz              | Disziplin          | Zeit               |
| Startet für Indien | Startet für Indien      | Startet für Indien | Startet für Indien | Startet für Indien | Startet für Indien |
| ------------------ | ----------------------- | ------------------ | ------------------ | ------------------ | ------------------ |
| 2012               | Olympische Sommerspiele | London             | 10.                | 20 km Gehen        | 1:20:21 h          |
| 2013               | Weltmeisterschaften     | Moskau             |                    | 20 km Gehen        | DSQ                |
| 2014               | Asienspiele             | Incheon            | 5.                 | 20 km Gehen        | 1:23:18 h          |
| 2017               | Weltmeisterschaften     | London             | 23.                | 20 km Gehen        | 1:21:40 h          |
| 2018               | Commonwealth Games      | Gold Coast         | 13.                | 20 km Gehen        | 1:27:34 h          |
| 2018               | Asienspiele             | Jakarta            |                    | 20 km Gehen        | DSQ                |
| 2019               | Weltmeisterschaften     | Doha               | 27.                | 20 km Gehen        | 1:35:21 h          |
| 2019               | Militärweltspiele       | Wuhan              | 4.                 | 20 km Gehen        | 1:25:09 h          |
| 2021               | Olympische Spiele       | Tokio              | 51.                | 20 km Gehen        | 1:34:41 h          |

## Persönliche Bestleistungen
- 20 km Gehen: 1:20:21 h, 4. August 2012, London; (indischer Rekord)